# 小行星7325
小行星7325是一颗围绕太阳公转的小行星。1981年8月28日，茲丹卡·瓦弗洛娃在克萊季发现了此天体。
这颗小行星的绝对星等为240.62203695等。